# Campagne d'Intermedios de Santa Cruz
La campagne d'Intermedios de Santa Cruz se déroule entre mai et octobre 1823 pendant la guerre d'indépendance du Pérou.

## Forces expéditionnaires
| Commandant en chef - General Andrés de Santa Cruz Unités et officiers Infanterie : - Batallón no 1 de la Legión Peruana, Coronel Cerdeña - Batallón no 1 de línea, Coronel Eléspuru - Batallón no 2 de línea, Teniente Coronel Garcón - Batallón no 4 de línea, Coronel Pardo de Zela - Batallón no 6 de línea, Coronel José María de la Fuente y Mesía, marqués de San Miguel de Híjar Cavalerie : - Regimiento de Húsares de le Legión Peruana, Coronel Brandsen - Escuadrón de Lanceros, Coronel Placencia Artillerie : - 8 pièces d'artillerie, Teniente Coronel Morla |

## Historique
Les forces de Andrés de Santa Cruz débarquent dans le sud du Pérou et marchent en direction du Haut-Pérou (aujourd'hui la Bolivie), région contrôlée par les royalistes espagnols commandés par le vice-roi José de la Serna. Après la bataille indécise de Zepita, les indépendantistes sont submergés par les Espagnols et battent en retraite vers la côte.